# 藤川靖彦

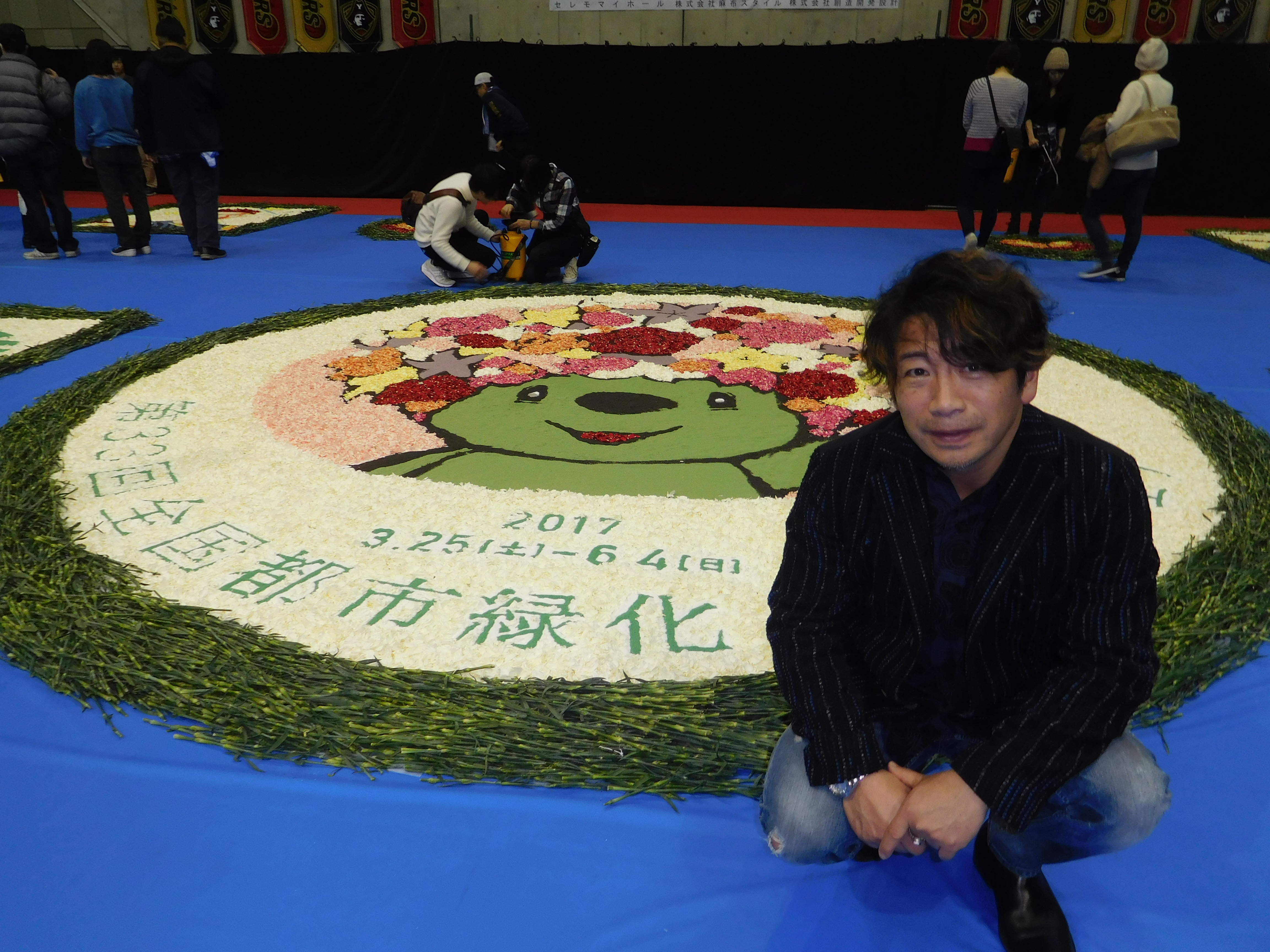
アートディレクター藤川靖彦氏、2017年2月4日に神奈川県横浜市の横浜国際プールで開催された全国都市緑化よこはまフェアで撮影

藤川 靖彦（ふじかわ やすひこ、1961年 - ）は花絵師、イベントプロデューサー、ラジオDJ。株式会社インフィオラータ・アソシエイツ 代表取締役社長・一般社団法人花絵文化協会 代表理事・エフェメラル・アート国際連盟（Coordinadora Internacional de Entidades de Alfombristas de Arte Efimero)理事・エンジン01文化戦略会議 会員・日本ディスプレイクリエイター協会 アンバサダー。
日本を代表するフラワーカーペット・アーティスト。interfm番組DJ。

## プロフィール
東京世田谷区生まれ。国学院久我山高校～日本大学芸術学部演劇学科卒。
限りある命＝Ephemeralをテーマに、国内外で花やキャンドルを使ったエフェメラル・アート（英語版）を創作する。大地をキャンバスに花びらで描く花絵「インフィオラータ」の日本の第一人者で、2001年から現在までに国内外450ヶ所以上で1,500を超える作品を創作・プロデュースし、年間150万人以上の来場者を集めるアートイベントへと育て上げた。海外を中心に歌舞伎絵を花で再現する「花歌舞伎」を創作する。2015年6月、スペイン（Ponteareas）での創作を、毎日放送「情熱大陸」が密着取材を行い大反響を呼んだ。これを機にテレビ・ラジオ・新聞・雑誌・WEB等に数多く出演する。現在エフェメラル・アートの国際連盟「Coordinadora Internacional de Entidades de Alfombristas de Arte Efimero」のアジア圏唯一の理事を務める。2018年、2022年、ベルギー・グランプラスのフラワーカーペットに世界代表として招かれ、世界各国代表のアーティストとともに作品を創作。2012年9月、エフェメラル・アートの世界大会に日本代表として招かれ世界デビュー後、イタリア・スペイン・ベルギー・マルタ・メキシコ等、7ヵ国28地域で招待アーティストとして作品を創作。2017年から「東京インフィオラータ」、2019年から「大阪インフィオラータ」を主催・総合監修を行う。2022年からは寬仁親王妃信子を名誉総裁に迎え、東京丸の内の行幸通りで「TOKYO FLOWER CARPET」を、2022年からは万博記念公園太陽の広場で「Osaka Flower Carpet」の主催・総合監修を行う。2019年3月より、interfm「Flower's YELL（毎週土曜 16：43～16：58放送）」で番組DJを務めている。
また企画プロデューサーとしても活動。1999年、21世紀初となる大規模都市再開発事業「晴海トリトンスクエア」開業に向けた企画プロデュースを務める。「日本で一番美しいクリスマスイルミネーション」に選ばれる等、開業前から数々の話題を創出、開業プロモーションを大成功におさめる。トリトンスクエア後は、汐留地区再開発（汐留西地区イタリア街）のブランディング及びＰＲ戦略プロデューサーを務める。パブリシティ効果と集客性の高い話題づくりに定評があり、官公庁や自治体、団体、企業等が主催する各種イベント、展示会、フェスティバルやキャンペーンのプロデューサーを務める。2003年～2013年、外務省が主催する国内最大のアフリカイベントである「アフリカン・フェスタ」の総合プロデューサーを務める。当初5万人（2日間開催）だった来場者数を21万人へと拡大する。2014年には日本最大の国際協力イベントである「グローバルフェスタJAPAN」の総合プロデューサーを務め、AKB48とマサイ族をコラボレートさせたオープニングセレモニーは大きな話題を呼ぶ。2015年～2016年、黒岩神奈川県知事より特命を受け、神奈川県＆ベトナム交流イベント「ベトナムフェスタin神奈川」の総合プロデュースを務める。初の開催ながら2日間で40万人の来場者を集める。また観光庁が主催する数々の海外観光博覧会における日本パビリオンのプロデューサーを務める。2012年には「ロサンゼルス・ドジャース」とタイアップを行い、ドジャースタジアムにおいて日本への観光誘致を呼びかける“Japan Night”イベントをプロデュース、この年の年間球場最高観客数を記録した。
2005年1月、離島における「ワーケーションスタイル」の先駆者として八丈島に1,000㎡のアトリエを開設。2022年1月には、千葉県南房総市白浜の廃校（シラハマ校舎）の1室に常設のギャラリーを開設、太平洋と大自然に囲まれながら、健康的且つ効率的なビジネスライフをおくる。また2007年よりアフリカのサバンナで野生の動物達の写真を撮影、これまでに2回の個展（2015年恵比寿・2019年横浜）を行う。2015年に初の写真集「Savanna Hot-Line」も発売。2021年11月には、芝浦のSOW CO. Gallary、及び東京ミッドタウン日比谷にて、インフィオラータ20周年を記念して「花絵師 藤川靖彦×インフィオラータ 20年の軌跡」展、2022年12月には、GINZA SIXにて「花絵師 藤川靖彦 花絵巡礼記」展を行う。
2009年5月、横浜日本大通りで開催された横浜開港150周年記念イベントでは、日本大通りを封鎖し、2000名（応募8000名）の横浜市民と国内最大の「インフィオラータ」を創作、2日間で50万人以上の来場者を集めた。
2011年4月、東日本大震災の被災地への支援プロジェクト「Flower's YELL」を立ち上げ、10万本のバラの生花を福島県・宮城県・岩手県の避難所や学校に、自ら届けて回った。また2012年3月11日には、石巻市の中瀬に、1万本の薔薇と1万個のキャンドルで、桜の開花を見ずに亡くなった被災者に向け、中瀬一面に桜のアート「桜灯」を石巻市民とともに創作した。2017年以降は毎年3月11日に福島県いわき市の仮設住宅を訪問し、新しい献花のスタイルとして花絵を創作、被災者の方々とともに追悼の花絵を創作している。
2015年6月、スペインでの創作を、毎日放送「情熱大陸」が密着取材。
2017年7月、ＮＨＫ国際放送「Direct Talk」、ＮＨＫ「日曜美術館」が密着取材を行う。「日曜美術館」ではアルチンボルトの代表作"春"を花絵で挑戦したが、完成させることができなかった。
2017年より毎年3月～5月、東京の春の観光文化創造に向け首都圏エリアにて「東京インフィオラータ」を主催。（日本経済新聞「NIKKEI The STYLE」等で紹介）
2017年秋には、ミス・インターナショナル世界大会とタイアップした「Flower Peace」を主催。天王洲を皮切りに、都内各所にてミス・インターナショナルの各国代表者とともに平和の花絵を創り、世界平和を呼びかけた。
2019年より11月～12月、「大阪インフィオラータ」を主催。
2020年5月、高輪ゲートウェイ駅特設会場にて、2年に1度開催されるインフィオラータの世界大会「ワールドフラワーカーペット2020」を東京に誘致、世界26か国地域から160名の花絵師が来日、1200㎡の世界で一番美しい花の絨毯を東京に敷き詰める予定であったが、新型コロナウイルスの世界的な感染拡大により中止となってしまった。
2022年3月、寬仁親王妃信子を名誉総裁とし、東京丸の内の行幸通りにて「TOKYO FLOWER CARPET 2022」を主催・総合監修を行う。行幸通りに5枚の「花歌舞伎」作品が創作された。

## 演出・作成したインフィオラータ
- 晴海アイランドトリトンスクエア10面以上のインフィオラータ作成(2001年ころ以降）
- 開国博Y150　横浜市中区の日本大通りを使って、10面の絵柄のインフィオラータを作成 参加市民は4倍の倍率を突破した2,000名（2009）
- スペインバルセロナで開催のCongres Internacinal d‘Art Efimerに日本代表として参加(2012)[1]
- イタリア  シチリア州ノート市で開催のインフィオラータに参加(2013)[2][3]
- 国営昭和記念公園紅葉まつり(2013)[4]
- バチカンで開催の世界大会「Congresso internazionale dei tappeti d'arte effimera」に日本代表として参加(2014)[5][6]
- サッポロフラワーカーペット(2014-2015)[7]
- インフィオラータ神戸(2014)
- 千里中央(20150711-20150712)
- イタリア シチリア州ノート市インフィオラータ2016,第6回エフィーメラル・アート国際会議[8] 花歌舞伎
- ライティング・オブジェ(2016)[9]
- 全国都市緑化よこはまフェア(2016)[10]
- 第1回東京インフィオラータ・ウィーク2017(2017) 都内18会場で開催[11][12]
- 東京家政学院大学 千代田KVA祭（ローズ祭）(2017)[13][14]
- 東京インフィオラータ(2018)[15] 27会場で開催[16]
- ライティング・オブジェ(2018) インフィオラータに続く新しい花絵アート作品「花衣雪だるま」を展示[17][18]
- 東京インフィオラータ(2019)[19] 約50会場で開催

## 八丈島フリージアまつりでのフリージアインフィオラータ
東京都立八丈高等学校の生徒がプロデュース・チームなる事務局を運営しており、生徒たちがデザイン、花摘み、制作を行っている。
- 2013年 企画が立ち上がる[20]
- 2014年 第1回[20] イタリア大使館後援[21]
- 2015年[12]
- 2016年 ポケットモンスターコラボ[22] イタリア大使館後援[23]
- 2017年[24]
- 2018年[20] 東京都後援[25]
- 2019年[26] 一時は2018年で終了する事が決まりかけたが[27]、規模を縮小して2019年は開催できることになった。

## その他、演出したイベント
- 晴海アイランドトリトンスクエア竣工前クリスマス演出で、高層ビル3棟の壁面をキャンバスにクリスマスイルミネーションアート「10,000本のメリークリスマス」窓を創作＆プロデュース(2000）。この年の日本で一番美しいクリスマスイルミネーションに選ばれる。
- 汐留イタリア街第1期オープン広報プロデュース、及び約3,000本のダム湖に漂着した流木を使ったオープニングアート「大地の贈り物」を、浅葉克己氏、日比野克彦氏、藤本晴美氏とともに創作＆プロデュース(2003)
- オール東京市区町村喫煙マナーアップキャンペーン総合プロデュース(2005）[28]。テーマアートを米米CLUBの石井竜也氏と創作。
- 東日本大震災被災者支援活動として、被災地の子供たちに10万本のバラをおくるプロジェクト「Flower’s Yell（フラワーズ・エール）」を設立(2011～)。
- 西武園ゆうえんちラスカライルミナータ／ステラフォレスターレ 長い直線の階段にキャンドルで大きな絵を描いたキャンドルアートを創作(2011,2012,2013)[29]。
- 外務省主催「アフリカンフェスタ」総合プロデュース(2003、2004、2010、2011,2013)
- 東日本大震災被災者に向けた追悼 アート 「桜灯」を宮城県石巻市を流れる北上川の中州にて、10,000本のバラと、10,000個のキャンドルで創作。
- 外務省・JICA主催「グローバルフェスタJAPAN」総合プロデュース(2014)[30] 。
- 黒岩神奈川県知事より特命を受け「ベトナムフェスタ in 神奈川」総合プロデュース(2015、2016)[31]。
- 第20回国際バラとガーデニングショウ(2018)[32] とコラボレーションし、イタリア・スペイン・メキシコを招き「World Rose Festa」を開催。寬仁親王妃信子が観覧。

## エピソード
- アフリカの野生動物が好きで、数回訪問し、写真集を出版し、恵比寿の画廊で写真展を開催した[33]。撮影の際に知り合ったマサイ族を、数回、日本に呼んだ[34][35]。
- 住居兼アトリエは八丈島にある。島寿司や明日葉酒がお気に入り。家の中に入り込み風呂場を荒らす蟻が苦手。
- テレビでは「プロレスラー並みの筋肉」[36][37] と表現されたが、ライフワークは卓球。
- プロデュースしたインフィオラータイベントはイタリア大使館後援となる場合がある[21]。
- 晴海トリトンスクエアのインフィオラータは、最初に指導したものの、住民たちが会得してしまい、観覧車も含めて、もはや指導する事がなくなってしまい、開催時期になると、娘を嫁がせた父親の気分になるという。
- INFIORATA（インフィオラータ）を商標登録しているのは、各地の取り組みに制約が及ばないようにする為[38]。
- イタリア語やスワヒリ語は、ほとんど話せない。